# Jacobus Venter
Jacobus Venter (Stellenbosch, Sudáfrica, 13 de febrero de 1987) es un ciclista sudafricano. Debutó en 2006 con el equipo Team Konica Minolta/Bizhub y desde la temporada 2012 hasta 2019 corrió con el equipo Dimension Data.
En noviembre de 2019 anunció que dejaba el ciclismo en ruta para competir en MTB a partir de 2020.

## Palmarés
2009
- Campeonato de Sudáfrica Contrarreloj

2010
- 3.º en el Campeonato de Sudáfrica Contrarreloj

2014
- 3.º en el Campeonato de Sudáfrica Contrarreloj

2016
- Campeonato de Sudáfrica en Ruta

## Resultados en Grandes Vueltas
| Carrera | Carrera         | 2006 | 2007 | 2008 | 2009 | 2010 | 2011 | 2012 | 2013 | 2014  | 2015  | 2016  | 2017  | 2018 | 2019  |
| ------- | --------------- | ---- | ---- | ---- | ---- | ---- | ---- | ---- | ---- | ----- | ----- | ----- | ----- | ---- | ----- |
|         | Giro de Italia  | —    | —    | —    | —    | —    | —    | —    | —    | —     | —     | 101.º | —     | 95.º | —     |
|         | Tour de Francia | —    | —    | —    | —    | —    | —    | —    | —    | —     | —     | —     | 162.º | —    | —     |
|         | Vuelta a España | —    | —    | —    | —    | —    | —    | —    | —    | 123.º | 122.º | 145.º | —     | —    | 129.º |

—: no participa

Ab.: abandono